# إرينا كورشونوف
إرينا كورشونوف Irina Korschunow (ولدت في 31 ديسمبر 1925 في شتيندال) هي أديبة ألمانية.
ولدت إرينا من أم ألمانية وأب روسي. وأثناء الحكم النازي كانت في عزلة عن المجتمع بسبب أصل والدها. وبعد نهاية الحرب درست اللغة الألمانية وآدابها وكذلك اللغة الإنجلزية وآدابها وعلم الاجتماع في غوتينغن وميونخ.
كتبت كورشونوف العديد من الروايات والسيناريوهات، وهي بجانب ذلك مؤلفة كتب أطفال مشهورة. حصلت على عدة جوائز منها جائزة توكان 1977، جائزة روزفيتا 1987 وجائزة هيرتا كونيج الأدبية 2044. وتقيم إرينا كورشونوف حاليا في ميونخ.

## من أعمالها
- الأمر مع كريستوف 1978
- كان اسمه يان 1979
- نداء من سيباستيان 1981
- للسعادة ثمنها 1983
- هجرس 1984
- نعيق البوم 1985
- مالينكا 1987
- صورة المرآة 1992
- الجزر والمد 1995
- من يونيو إلى يونيو 1999
- الطفل الهوائي 2003

## روابط خارجية
- إرينا كورشونوف على موقع IMDb (الإنجليزية)
- إرينا كورشونوف على موقع مونزينجر (الألمانية)
- إرينا كورشونوف على موقع ديسكوغز (الإنجليزية)